# Geschiedenis van gewapend beton
De geschiedenis van gewapend beton is relatief kort. Hoewel de bereiding en toepassing van beton al aan de Romeinen bekend was, is de vervaardiging en toepassing van gewapend beton van veel later datum.
De Romeinse techniek geraakte namelijk in onbruik en de kennis hieromtrent ging verloren. Het beton-achtige materiaal dat men in het begin van de 19e eeuw gebruikte, had tras als bindmiddel. De kwaliteit van deze delfstof ging achteruit en men zocht naar een vervangingsmiddel.
Omstreeks 1845 experimenteerde de Franse tuinier Joseph-Louis Lambot met bloembakken van ijzerdraad die met cementmortel werden omhuld. Deze uitvinding werd fer ciment (cementijzer) genoemd.
De tuinier Joseph Monier (1832-1906) ging verder op dit spoor en onderzocht ook andere toepassingen van dit materiaal. In 1868 vroeg hij octrooi op zijn vinding aan. Die werd béton armé (gewapend beton) genoemd. Hij vervaardigde waterbekkens en buizen met het nieuwe materiaal. Men sprak wel van het système Monier.
François Hennebique vond rigide beugelsystemen uit met een groot praktisch belang (1890). Mede dankzij een gedecentraliseerde strategie groeide zijn studiebureau uit tot een wereldwijd betonbedrijf. De theoretische bijdrage van Paul Christophe (1899) legde de basis van de latere bouwnormen.

## Gewapend beton in België
Voor België werd het octrooi van Monier in 1880 gekocht door de gebroeders François Picha en Jean-Baptist Picha. Dezen startten een cementijzerfabriek aan de Rue du Jambon 133 te Gent, tegenwoordig Ham geheten. Daar bevindt zich nog een betonnen plaat aan de gevel met het opschrift: F & J Picha Frères. Travaux en Ciment et Fer.
Door de aanwezigheid van Hennebique was België een pioniersland op het vlak van gewapend beton.

## Gewapend beton in Nederland
Via Zeeuws-Vlaanderen drong het gebruik van gewapend beton in Nederland door. Dat gebeurde doordat de gebroeders Picha huwden met dochters van de familie Stevens te Sas van Gent. François trouwde op 10 juni 1886 met Angelica Stevens en Jean-Baptist trouwde op 6 september 1887 met Clarisse Stevens. De broer van beide dames, Louis Stevens, die advocaat was en burgemeester van Sas van Gent van 1884-1890 trouwde op 22 november 1887 met Maria Malotaux, dochter van Nicolas Malotaux, die suikerfabrikant was te Sas van Gent.
Hierop werd in 1888 te Sas van Gent een filiaal gesticht van het bedrijf van de Picha's op de oostelijke oever van het Kanaal Gent-Terneuzen. Dit werd de firma Picha-Stevens. Louis Stevens werd directeur. In 1889 deed dit bedrijf mee aan de Zeeuwsche Nijverheidstentoonstelling te Middelburg en toonde waterputten, dakplaten en een betonnen roeibootje met de naam De Zeemeeuw. Deze inzending kreeg de hoogste onderscheiding. Het bootje bestaat nog steeds. Na jarenlang dienst te hebben gedaan in Artis, is het daarna tentoongesteld in het Industrieel Museum Zeeland in Sas van Gent.
Contacten van Louis Stevens met onder meer de Amsterdamse Maatschappij tot Houtbereiding tegen Bederf leidden tot de stichting in 1891, van een Amsterdams filiaal, genaamd: Amsterdamsche Fabriek van Cementijzerwerken (Systeem Monier).
In 1892 werd in Sas van Gent de Maria Hemelvaartskerk gebouwd, een neogotische kerk met een gewelf van gewapend beton. Dit unieke experiment kwam tot stand door contacten van de plaatselijke pastoor met Louis Stevens.
In 1902 werd de Hollandsche Maatschappij tot het maken van Werken in Gewapend Beton opgericht, waaruit in 1968 de Hollandsche Beton Groep voortkwam.
In 1903 werd dan de N.V. Sas van Gentsche Cement-IJzer-fabriek v/h Gebroeders Picha-Stevens opgericht, die tevens als Handel in Bouwmaterialen te boek stond. In 1921 werd ze ingeschreven in het Handelsregister te Terneuzen. In 1941 werd de firma opgeheven.